# Edgar
Edgar è un'opera lirica in quattro atti di Giacomo Puccini, su libretto di Ferdinando Fontana. In successive rielaborazioni, l'opera fu poi ridotta a tre atti.

## Genesi e revisioni
Il felice esito conseguito nel 1884 dalle Villi, indusse l'editore Giulio Ricordi a commissionare a Puccini una seconda opera da rappresentare al Teatro alla Scala di Milano; fu scelta Edgar, su libretto del poeta milanese Ferdinando Fontana, liberamente ispirato al dramma in versi di Alfred de Musset La coupe et les lèvres.
La composizione durò quattro anni (tra il 1886 e 1887 a Monza, e a Caprino Bergamasco dove Puccini si era ritirato a vivere con la famiglia) ed il nuovo lavoro vide la luce il 21 aprile 1889 diretta da Franco Faccio con Romilda Pantaleoni alla Scala: fu un successo cordiale ma non propriamente caloroso.
Spinto da Ricordi, quello stesso anno Puccini revisionò la partitura in vista di una ripresa. Abbreviata, specie nell'atto IV, ma ampliata nell'atto II da una più estesa stretta di concertato e da una nuova, breve scena finale affidata al personaggio di Tigrana, l'opera fu pubblicata nella riduzione per canto e pianoforte, nel gennaio 1890. Ma la ventilata ripresa ebbe luogo solo nel settembre 1891, al Teatro del Giglio di Lucca, dopo ulteriori modifiche, con successo pieno.
Fu dopo la ripresa lucchese che fu decisa la soppressione del quarto atto, caldeggiata in particolare da Ricordi e realizzata nell'autunno del 1891. Puccini tagliò molti episodi e ridusse drasticamente il secondo atto. In questa forma, nel 1892 l'opera andò in scena in quattro teatri: al Teatro comunale di Ferrara (28 gennaio diretta da Carlo Carignani), al Teatro Regio di Torino (5 marzo) con Mario Ancona, al Teatro Real di Madrid diretta da Luigi Mancinelli (19 marzo) ed al Teatro Grande di Brescia (18 agosto), raccogliendo un discreto successo solo nei due teatri di provincia. Dopo Brescia, non fu più rappresentata per 13 anni, ma nel frattempo Puccini mise di nuovo mano alla partitura.
Nel gennaio del 1901 Puccini si fece spedire da Casa Ricordi l'autografo dell'atto IV, con l'idea di ripristinarlo, eliminando invece il secondo, che sin dall'inizio si era rivelato il più debole. Il progetto di revisione fu però accantonato, durante la composizione di Madama Butterfly e solo nel 1905 il musicista rimise mano alla partitura, ma limitandosi a rivederne l'estetica (l'orchestrazione in particolare), a tagliare o modificare qualche episodio. Nell'occasione egli eliminò le poche aggiunte del 1892 e, dopo essersi fatto spedire dall'editore anche l'autografo dell'atto II, modificò quest'atto radicalmente, componendo un nuovo finale, tagliando il brindisi e reintegrando parte del coro iniziale "Splendida notte", che aveva tagliato nel lontano 1890. In questa forma l'opera andò in scena al Teatro Colón di Buenos Aires con Giovanni Zenatello e Rina Giachetti, prima di sparire dalle scene per altri 15 anni (fu rappresentata a La Valletta nel 1920). In Italia tornò prima alla radio, il 10 agosto 1935, e poi sulla scena, al Teatro Lirico di Milano, il 24 dicembre 1944.
Le revisioni non avevano dunque dato alcun risultato e lo stesso Puccini, annotando alcuni commenti caustici in una copia dello spartito per canto e pianoforte dell'ultima versione inviato in dono all'amica Sybil Seligman (il frontespizio recava il titolo ampliato da "Edgar" a "E dio ti guardi da quest'opera") criticò proprio i nodi cruciali della versione in tre atti, ossia il finale verista del terzo atto e quello appena composto del secondo, definendo quest'ultimo "la cosa più orribile che sia mai stata scritta".
Tra gli effetti di quest'ultima revisione vi fu anche lo smembramento della partitura autografa in due parti: gli atti I e III rimasero all'editore, il II e il IV a casa Puccini. Questa circostanza ha impedito per molti decenni di ripresentare al pubblico la partitura originale del 1889, che nella riduzione per canto e pianoforte del 1890 era nota da tempo agli studiosi. Ritrovati i due volumi nel 2007, il 25 giugno 2008 l'opera è stata finalmente allestita, al Teatro Regio di Torino, in una versione prossima a quella della prima scaligera con José Cura ed Amarilli Nizza e riproposta anche al Teatro Comunale di Bologna nel 2010.
Nata in ambiente scapigliato e sagomata, sia pure con libertà, sul modello drammaturgico della grande opera, Edgar era stata in seguito forzatamente adattata al nuovo modello dell'opera verista, affermatosi a partire dal 1890. Un travestimento che non riuscì: le versioni in 3 atti sono naturalmente più agili e meno impegnative per le voci, ma sacrificano, oltre a numerose importanti pagine musicali (a partire dall'atto IV) l'architettura e la logica del lavoro.

## Versioni
1. 21 aprile 1889, Milano, Teatro alla Scala - in 4 atti (autografo degli atti I e III conservato presso l'Archivio Ricordi, autografo degli atti II e IV restituito all'autore, rispettivamente nel 1905 e nel 1901).
2. 5 settembre 1891, Lucca, Teatro del Giglio - in 4 atti (spartito per canto e pianoforte pubblicato nel gennaio 1890, con alcune ulteriori modifiche).
3. 28 gennaio 1892, Ferrara, Teatro Comunale - in 3 atti (spartito per canto e pianoforte pubblicato nel gennaio 1892).
4. 8 luglio 1905, Buenos Aires, Teatro Colón - in 3 atti (spartito per canto e pianoforte pubblicato nel 1905, edizione corrente).

### La critica e la reazione del pubblico - 1889
La Gazzetta Musicale di Milano, rivista dell'editore Ricordi, nel Nr. 17 del 28 aprile 1889, pubblica 6 pagine sulla prima rappresentazione dell'opera al Teatro alla Scala, a cui poi ne seguirono solo altre 2 in questa versione.

L'articolo si apre con numerosi complimenti al compositore:
genio forse ancora inconscio della propria esistenza, e appunto perché inconscio, prodigo dei suoi elementi, d'un genio non bene affermato da schietta,
intera individualità, sia pure; ma sempre genio, che è quanto dire scintilla, facilita, creazione.»
Per continuare con un'analisi della composizione:
L'autore dell'articolo (G.R.) sorvola sulle altre recensioni all'opera uscite a firma di altre testate, limitandosi a dire se fossero positive o negative (il Secolo, il Pungolo, il Caffè constatarono senza reticenze il grande ingegno del Puccini;  il Corriere della Sera non si pronunciò in modo deciso; la Lombardia pubblicò una critica molto negativa; la Perseveranza tentò di demolire l'opera e l'autore) e concludendo che l'autore (ovvero Puccini)
Il pubblico, nonostante il giudizio pressoché contrario della critica, si rivelò molto interessato e attento alla seconda e terza rappresentazione, con reazioni entusiastiche, tanto da richiamare sul palco il compositore per ben 24 volte.

## La trama della prima versione
L'azione si svolge nelle Fiandre, nell'anno 1302

### Atto I
Un villaggio delle Fiandre. È l'alba. Il giovane Edgar, nonostante l'affetto per la dolce Fidelia, non riesce a resistere al fascino della provocante Tigrana, una zingara dal passato misterioso, cresciuta orfana, allevata dalla gente del paese. Gli atteggiamenti irriverenti di costei, che intona una canzone blasfema nel bel mezzo della santa messa, suscitano lo sdegno degli abitanti del villaggio.
In difesa della zingara accorre Edgar che, in preda ad un'irrefrenabile esaltazione, afferra una torcia accesa e appicca il fuoco alla propria casa; quindi, allontanata da sé la dolce Fidelia, fugge con Tigrana, col proposito di abbandonarsi con lei ad una vita di dissolutezze.

### Atto II
Edgar e Tigrana vivono insieme in un ricco castello, circondati di ospiti festosi e passando da un piacere all'altro.
Ben presto, però, il ricordo della casa natale comincia a penetrare nel suo animo ed anche l'immagine di Fidelia si riaffaccia improvvisa alla sua memoria. Quando poi ode lontani rulli di tamburi e suoni di fanfare militari che accompagnano una schiera di soldati diretta al campo di battaglia, egli sente prepotente il desiderio di riabilitarsi e, malgrado Tigrana tenti di richiamarlo a sé, decide di seguire l'esempio di quegli uomini votati alla gloria o alla morte. Tanto più che a guidarli è Frank, il fratello di Fidelia, anch'egli un tempo sedotto della bella zingara.

### Atto III
L'esercito fiammingo vince la battaglia, ma numerose vite sono rimaste sul campo, stroncate dalla violenza dei combattimenti; anche Edgar è fra gli scomparsi e in una spianata nei pressi del villaggio si preparano solenni esequie in suo onore.
Solo un misterioso frate non si unisce agli altri nel celebrare le gesta del defunto, del quale anzi ricorda le numerose colpe di cui si è macchiato in vita, suscitando la reazione sdegnata di Fidelia che, risolutamente e con sincera commozione, difende la memoria dell'uomo amato. Quindi fa ritorno al villaggio.
A cerimonia finita sopraggiunge Tigrana, venuta ad ostentare il proprio dolore di vedova inconsolabile, sia pure in grave ritardo. Le si avvicina il frate che, accordatosi con Frank, le offre oro e monili preziosi, purché essa si presti ad una macchinazione ai danni dello scomparso.
Abbagliata da tanta ricchezza, Tigrana non solo ammette volentieri di essere stata l'amante di Edgar, ma dichiara persino che questi aveva in animo di tradire la patria. Alcuni soldati si avventano allora verso il catafalco per profanare il cadavere, ma restano allibiti quando nelle loro mani rimane unicamente l'armatura. Il frate si spoglia allora del saio, apparendo nelle sembianze di Edgar. Quindi si rivolge con ira a Tigrana, additandola al pubblico disprezzo.

### Atto IV
È l'alba. Dopo una notte insonne, nella sua casetta al villaggio, Fidelia è rassegnata a lasciarsi morire. A restituirle la voglia di vivere non valgono le cure di papà Gualtiero né delle amiche che le hanno fatto visita.
Quando si reca al balcone per ammirare un'ultima volta le rose, vede sopraggiungere Edgar, insieme al fratello, e cade svenuta. Al suo risveglio l'innamorato la rassicura: è vivo e si sposeranno quello stesso giorno. Quindi, rimasto solo con lei, Edgar le spiega il motivo di quella finzione e si allontana per prepararsi alla cerimonia, lasciandola per poco sola.
Ma l'ombra di Tigrana nel frattempo è apparsa alla porta e, non appena Edgar è partito, la zingara si introduce furtivamente nella stanza di Fidelia e la pugnala a morte. L'appressarsi del corteo nuziale la costringe però a nascondersi nell'alcova. La festa si tramuta in tragedia: Edgar trova la sposa agonizzante, mentre i paesani catturano Tigrana. Fidelia spira tra le braccia dell'amato, Tigrana verrà condotta alla decapitazione.

## La trama dell'ultima versione
L'azione si svolge nelle Fiandre, nell'anno 1302

### Atto I
Un villaggio delle Fiandre. È l'alba. Il giovane Edgar, nonostante l'affetto per la dolce Fidelia, non riesce a resistere al fascino della provocante Tigrana, una zingara dal passato misterioso, cresciuta orfana, allevata dalla gente del paese. Gli atteggiamenti irriverenti di costei, che intona una canzone blasfema nel bel mezzo della santa messa, suscitano lo sdegno degli abitanti del villaggio.
In difesa della zingara accorre Edgar che, in preda ad un'irrefrenabile esaltazione, afferra una torcia accesa e appicca il fuoco alla propria casa; quindi, allontanata da sé la dolce Fidelia, fugge con Tigrana, col proposito di abbandonarsi con lei ad una vita di dissolutezze.

### Atto II
Edgar e Tigrana vivono insieme in un ricco castello, circondati di ospiti festosi e passando da un piacere all'altro.
Ben presto, però, il ricordo della casa natale comincia a penetrare nel suo animo ed anche l'immagine di Fidelia si riaffaccia improvvisa alla sua memoria. Quando poi ode lontani rulli di tamburi e suoni di fanfare militari che accompagnano una schiera di soldati diretta al campo di battaglia, egli sente prepotente il desiderio di riabilitarsi e, malgrado Tigrana tenti di richiamarlo a sé, decide di seguire l'esempio di quegli uomini votati alla gloria o alla morte. Tanto più che a guidarli è Frank, il fratello di Fidelia, anch'egli un tempo sedotto dalla bella zingara.

### Atto III
L'esercito fiammingo vince la battaglia, ma numerose vite sono rimaste sul campo, stroncate dalla violenza dei combattimenti; anche Edgar è fra gli scomparsi e in una spianata nei pressi del villaggio si preparano solenni esequie in suo onore.
Solo un misterioso frate non si unisce agli altri nel celebrare le gesta del defunto, del quale anzi ricorda le numerose colpe di cui si è macchiato in vita, suscitando la reazione sdegnata di Fidelia che, risolutamente e con sincera commozione, difende la memoria dell'uomo amato.
A cerimonia finita sopraggiunge Tigrana, venuta ad ostentare il proprio dolore di vedova inconsolabile, sia pure in grave ritardo. Le si avvicina il frate che, accordatosi con Frank, le offre oro e monili preziosi, purché essa si presti ad una macchinazione ai danni dello scomparso.
Abbagliata da tanta ricchezza, Tigrana non solo ammette volentieri di essere stata l'amante di Edgar, ma dichiara persino che questi aveva in animo di tradire la patria. Alcuni soldati si avventano allora verso il catafalco per profanare il cadavere, ma restano allibiti quando nelle loro mani rimane unicamente l'armatura. Il frate si spoglia allora del saio, apparendo nelle sembianze di Edgar.
Fidelia si slancia verso di lui per abbracciarlo, ma Tigrana è pronta a compiere la sua vendetta: afferrato un pugnale, colpisce mortalmente la fanciulla, sul cui corpo Edgar si china in preda alla disperazione.

## Organico orchestrale dell'ultima versione
La partitura prevede l'utilizzo di:
- 3 flauti, (III. anche ottavino), 2 oboi (II. anche corno inglese), 2 clarinetti (II. anche clarinetto basso), 2 fagotti
- 4 corni, 3 trombe, 3 tromboni, basso tuba
- timpani, grancassa, piatti, piatto sospeso, triangolo, tam-tam, tamburello, glockenspiel
- organo, arpa
- archi.

Da suonare internamente:
- 8 trombe, 4 tamburi, campana

## Arie
- O fior del giorno (Fidelia - Atto I)
- Già il mandorlo vicino (Fidelia - Atto I)
- Questo amor, vergogna mia (Frank - Atto I)
- Tu il cuor mi strazi (Tigrana - Atto I)
- La coppa è simbol della vita (Tigrana - Atto II - prima, seconda e terza versione)
- Orgia, chimera dall'occhio vitreo (Edgar - Atto II)
- Addio, mio dolce amor (Fidelia - Atto III)
- Nel villaggio d'Edgar (Fidelia - Atto III)
- Ah! se scuoter della morte (Tigrana - Atto III - prima e seconda versione)
- Un'ora almen (Fidelia - Atto IV - prima versione)

## Videografia
| Anno                    | Cast (Edgar, Fidelia, Tigrana, Frank)                     | Direttore   | Etichetta     |
| ----------------------- | --------------------------------------------------------- | ----------- | ------------- |
| 2008 Versione in 4 Atti | José Cura, Amarilli Nizza, Julia Gertseva, Marco Vratogna | Yoram David | Arthaus Musik |

## Discografia

### Opera completa
| Anno | Cast (Edgar, Fidelia, Tigrana, Frank)                                 | Direttore             | Etichetta                      |
| ---- | --------------------------------------------------------------------- | --------------------- | ------------------------------ |
| 1971 | Veriano Luchetti, Mietta Sighele, Bianca Maria Casoni, Renzo Scorsoni | Carlo Felice Cillario | Opera D'Oro                    |
| 1977 | Carlo Bergonzi, Renata Scotto, Gwendolyn Killebrew, Vicente Sardinero | Eve Queler            | Sony                           |
| 2002 | Carl Tanner, Julia Varady, Mary Ann McCormick, Dalibor Jenis          | Yoel Levi             | Naïve Classics                 |
| 2008 | Plácido Domingo, Adriana Damato, Marianne Cornetti, Juan Pons         | Alberto Veronesi      | Deutsche Grammophon            |
| 2010 | Marco Berti, Cristina Gallardo-Domas, Rossana Rinaldi, Luca Salsi     | Pier Giorgio Morandi  | Fondazione Festival Pucciniano |